# Jules Decroix
Pour les articles homonymes, voir Decroix.
Jules César Alexandre Decroix, né le 7 avril 1818 à Lille où il est mort le 3 juillet 1889, est un banquier français cofondateur du Crédit du Nord à la fois en tant que fondateur et administrateur, au côté, entre autres, de Frédéric Kuhlmann, du comptoir national d'escompte de l'arrondissement de Lille, première ancêtre de ce qui est devenu le Crédit du nord et cofondateur de la banque Verley Decroix et Cie, deuxième ancêtre, avant fusion, du Crédit du Nord. 

## Biographie
Jules Decroix est le fils de Louis Decroix-Beaussier (1780-1862), filateur et assureur à Lille, et le petit-fils d'Alexandre Beaussier-Mathon. Il se marie avec Marie Louise Henriette Dathis le 30 aout 1843, petite-fille de Henri-Joseph Van Blarenberghe, à 25 ans. Ils ont cinq enfants : Jules Louis Eugène, Henri Charles Albert, Albert, Pierre et Marie Elisabeth Augustine. Il est le grand-père de Maurice Decroix.
Entré en août 1836 à la Monnaie de Lille, il en devient rapidement fondé de pouvoirs.
En 1846 Jules Decroix fonde la Caisse Commerciale du Nord, constituée sur la base novatrices des sociétés par actions, avec un capital important. Jules Decroix qui a acquis une bonne expérience à la Monnaie de Lille, initie des techniques bancaires inédites en France et la jeune banque prend très rapidement la première place de Lille, Roubaix et Tourcoing, puis dans tout le Nord de la France. « La ville de Lille, qui est considérée à juste titre comme l'entrepôt du Nord de la France, a vu successivement s'accroître dans une proportion énorme le mouvement des opérations commerciales dont elle est le centre. Ces circonstances réunies m'ont amené à penser que la fondation à Lille d'une maison de banque constituée sur de larges bases serait considérée comme devant rendre des services réels au pays ». 
Il est censeur (1851-1858), puis administrateur (1868-1888) de la succursale de la Banque de France de Lille.
En 1856, il devient premier juge au tribunal de Lille.
En 1858, Jules Decroix et Charles Verley-Crouan fonde la banque Verley, Decroix et Cie,(deuxième ancêtre du Crédit du Nord) qui avec deux autres banques permit de faire de Lille, une importante place financière, résistante, pendant des décennies, à l'assaut des grandes sociétés de crédit parisiennes et à placer le Nord de la France au premier rang des régions industrielles et commerciales.
Il devient vice-président de la Chambre de commerce de Lille en 1881.
En 1886, il est élu président de l'Union syndicale des banques. 
Il est le fondateur d'œuvres philanthropiques, dont Les Invalides du travail en 1867, créée par Auguste Longhaye.